# Daniel Levy (sociólogo)
Daniel Levy (nascido em 1962) é um sociólogo político teuto-americano e Professor Associado de Sociologia na State University of New York em Stony Brook. Possui bacharelado em sociologia e cem iências políticas (1986) e um mestrado em sociologia (1990) pela Universidade de Tel Aviv, bem como um doutorado em sociologia pela Universidade de Columbia em 1999. Ele é especialista em questões relacionadas à globalização, estudos da memória coletiva e sociologia histórica comparada. Levy, junto com os historiadores Paul Gootenberg e Herman Lebovics, é fundador e organizador da Initiative for Historical Social Science, um programa que é executado em Stony Brook com o objetivo de promover as "Novas Ciências Sociais Históricas". Ele também, junto com o estudioso e historiador dos direitos humanos Elazar Barkan, é o fundador da série de seminários "História, Reparação e Reconciliação" na Universidade de Columbia. Os seminários são uma tentativa de fornecer "um fórum para o trabalho interdisciplinar sobre questões na interseção da história, memória e política contemporânea", focando particularmente na "correção [de] erros passados e graves violações dos direitos humanos ".
Levy atua no conselho editorial da Rose Series in Sociology da American Sociological Association, no European Journal of Social Theory, e na Memory Studies.